# Scarlet Love Song
"Scarlet Love Song" é uma canção da banda japonesa de heavy metal X Japan, escrita por Yoshiki. Criada para ser a música tema do filme de anime Buddha (2011), sua versão  para o filme foi lançada em 8 de junho de 2011. Foi o primeiro single da banda com a participação do novo membro, Sugizo, na guitarra e é o segundo desde a reunião da banda em 2007.

## Visão geral
A música foi escrita por Yoshiki especificamente para ser o tema da adaptação em filme do mangá Buddha, que foi lançado em 28 de maio de 2011. Após receber o pedido, ele escreveu a música após assistir ao filme e ler o mangá.
"Scarlet Love Song" foi apresentada pela primeira vez no evento Asia Girls Explosion em 6 de março de 2011 no Ginásio Nacional Yoyogi. O single foi lançado em 8 de junho de 2011 em formato de download digital. Espera-se que uma versão diferente seja incluída no álbum inédito do X Japan, ainda sem data de lançamento.

## Desempenho comercial
Alcançou o número 1 no iTunes Japan e o número 33 na Billboard Japan Hot 100.

## Faixas
Escrita e composta por Yoshiki.
1. "Scarlet Love Song -Buddha Mix-" - 6:14

## Ficha técnica
- Toshi - vocais
- Sugizo - guitarra
- Pata - guitarra
- Heath - baixo
- Yoshiki - bateria